# Tecnam P2008
Die Tecnam P2008 ist ein einmotoriges Flugzeug des italienischen Flugzeugherstellers S.R.L. Costruzioni Aeronautiche Tecnam.
Das zweisitzige Flugzeug ist sowohl als Ultraleichtflugzeug als auch als Light Sport Aircraft (LSA) erhältlich. Tecnam kombiniert Tragflächen mit NACA63A-Profil in  Metallbauweise und eine Struktur aus mit Kohlenstofffasern verstärktem Verbundwerkstoff für den Rumpf, der durch eine Stahlrohrkonstruktion stabilisiert wird. Das Flugzeug wird von einem 74 kW (100 PS) starken Rotax-912-Motor mit einem Zweiblattpropeller des Herstellers Tonini angetrieben. Den Treibstoff beherbergen zwei 55-Liter-Tanks in den Tragflächen.
Die Tecnam P2008 wurde im April 2009 auf der Friedrichshafen European Air Show vorgestellt. Die erste Tecnam P2008 LSA wurde Ende 2009 in die USA ausgeliefert.

## Technische Daten
|                           | P2008                               | P2008 US-LSA                        | P2008 JC            |
| ------------------------- | ----------------------------------- | ----------------------------------- | ------------------- |
| Besatzung                 | 2                                   | 2                                   | 2                   |
| Länge                     | 6,97 m                              | 6,97 m                              | 6,97 m              |
| Spannweite                | 9,00 m                              | 9,00 m                              | 9,00 m              |
| Höhe                      | 2,67 m                              | 2,46 m                              | 2,67 m              |
| Flügelfläche              | 12,01 m²                            | 12,01 m²                            | 12,16 m²            |
| Kabine (Breite×Höhe)      | 1,20 × 0,91 m                       | 1,20 × 0,91 m                       | 1,14 × 0,91 m       |
| Nutzlast                  | 233 kg                              | 225 kg                              | 250 kg              |
| Leermasse                 | 367 kg                              | 375 kg                              | 400 kg              |
| Startmasse                | 600 kg                              | 600 kg                              | 650 kg              |
| Tankinhalt                | 2 × 55 l                            | 2 × 52 l                            | 2 × 62 l            |
| Kraftstoffverbrauch       | 17 l/h                              | 17 l/h                              | 17 l/h              |
| Minimalgeschwindigkeit    | 72 km/h                             | 72 km/h                             | 81 km/h             |
| max. Reisegeschwindigkeit | 225 km/h                            | 222 km/h                            | 222 km/h            |
| Dienstgipfelhöhe          | 14.000 ft                           | 15.000 ft                           | 14.000 ft           |
| Startrollstrecke          | 165 m                               | 214 m                               | 159–728 m           |
| Landerollstrecke          | 115 m                               | 160 m                               | 149–282 m           |
| Reichweite                | 655 NM                              | 633 NM                              | 562–743 NM          |
| Triebwerk                 | Rotax 912 ULS/912 IS/914, 98–115 PS | Rotax 912 ULS/912 IS/914, 98–115 PS | Rotax 912 S2, 98 PS |